# Міжреберна невралгія
Міжреберна невралгія (дав.-гр. νεῦρον — «нерв» і ἄλγος — «біль») — подразнення міжреберних нервів, як правило, через стиснення у місці виходу зі спинного мозку, що супроводжується больовими відчуттями, які можуть посилюватися з рухами грудної клітки через кашель, чхання або рух спиною. Є клінічним синдромом.

## Причини
Виникає внаслідок здавлювання нервових корінців міжреберних нервів в області їхнього виходу з хребетного стовпа, що спостерігається, наприклад, при остеохондрозі. Основними причинами виникнення невралгії можуть бути: остеохондроз, невдало зроблений різкий рух, робота в незручному положенні, протяг, великі фізичні навантаження, переохолодження, стрес, застудні захворювання, травма грудної клітки, порушення обміну речовин і т. д. Виникненню невралгії у більшості випадків передує м'язовий спазм, який сприяє подразненню нервових закінчень і, відповідно, виникненню вираженого болю.
Причиною оперізувального болю на рівні грудної клітки можуть бути інші захворювання грудного відділу хребта: спондиліт, гормональна спондилопатія, хвороба Бехтерева, первинні або метастатичні пухлини, пухлини грудного відділу спинного мозку, проблеми зі шлунком та іншими органами черевної порожнини (гастрит може спричинити в цій ділянці больові відчуття). Нерідко це пов'язано з віковими змінами в судинах.
Іноді біль у грудній клітці може спричинити не тільки здавлювання або подразнення міжреберних нервів, але й надмірний тонус однієї або декількох груп м'язів. Зазвичай це м'язи-розгиначі спини або м'язи плеча й лопатки. Характерне наростання больових відчуттів при розтягуванні постраждалих м'язів (нахил вперед, рух плечем або лопаткою).
Міжреберна невралгія виникає переважно у людей старшого віку. У дітей хвороба практично не зустрічається.

## Клінічні прояви
Гострий, пронизливий, ниючий, пекучий або тупий біль у ділянці ребер, що проявляється нападами або при вдиху. Напади іноді супроводжуються посмикуванням м'язів, потовиділенням, сильним поколюванням у грудній клітці, шкіра у місті невралгії набуває червоного або блідого відтінку. При різкому русі, чханні, зміні положення тіла, кашлі больові відчуття посилюються. Больові відчуття можуть бути при натисканні на певні точки, розташовані на спині, уздовж грудної клітки, хребта, в зоні міжреберних проміжків. Біль при невралгії може локалізовуватись не тільки в області серця, а й під лопаткою, в області ключиці й попереку. Безпосередньо в самому місці пошкодження нервових волокон нерідко спостерігається оніміння.
Диференційна діагностика є вкрай необхідною для встановлення правильного діагнозу. Перш за все, необхідно виключити патологію серця, оскільки лікування міжреберної невралгії і захворювань серця вимагають різних методів терапії, а неправильна діагностика та згаяний час при серцевій патології можуть мати вирішальне значення для стану пацієнта. Відмінності полягають насамперед у тому, що:
- при невралгії біль у грудях зберігається тривалий час, і вдень, і вночі;
- біль посилюється при зміні положення тіла в просторі, кашлі та чханні, глибокому вдиху і видиху, різких рухах, при промацуванні або здавлюванні грудної клітки.

При захворюваннях серця, зокрема стенокардії, біль з'являється й часто досить швидко проходить через 5-10 хвилин або знімається прийомом нітрогліцерину. Рух та зміна положення тіла, кашель і глибоке дихання не спричиняють посилення серцевого болю, але можуть супроводжуватися порушенням ритму серцевих скорочень і зміною артеріального тиску. Для виключення ймовірності серцевої патології при наявності болю в грудній клітці або під лівою лопаткою необхідно терміново зробити електрокардіограму, ехокардіоскопію, іноді — рентгенографію.

## Профілактика
Для профілактики необхідний комплекс заходів, що включає перш за все правильне лікування основного захворювання. Необхідно змінити деякі звички, починаючи з контролю за поставою і правильною позою за столом. Незамінні для профілактики фізичні вправи для підняття тонусу м'язів черевного преса і спини, які є визначальними для підтримки хребта в його оптимальному положенні. Необхідно навчитися уникати підняття важких речей, переохолодження та протягів. Профілактикою також є раціональне і збалансоване харчування з необхідними мікро- та макроелементи й вітамінами (особливо групи B). Протипоказане голодування і будь-які монодієти.